# Сухини (платформа)
Сухини — пасажирський зупинний пункт Сумського напрямку. Розташований між станціями Максимівка та Гавриші. Пункт розташований поблизу села Сухини Богодухівського району. На пункті зупиняються лише приміські потяги. Пункт відноситься до Сумської дирекції Південної залізниці.
Відстань до станції Харків-Пасажирський — 61 км .